# Jochum ten Haaf
 (octobre 2018).
Si vous disposez d'ouvrages ou d'articles de référence ou si vous connaissez des sites web de qualité traitant du thème abordé ici, merci de compléter l'article en donnant les références utiles à sa vérifiabilité et en les liant à la section « Notes et références ».
Jochum ten Haaf, né le 17 décembre 1978 à Maastricht, est un acteur néerlandais.

## Filmographie
- 2005 : Charles II : The Power and the Passion de Joe Wright : Guillaume d'Orange
- 2006 : Le Champion du siècle (Sportman van de Eeuw) de Mischa Alexander : Taeke[2]
- 2011 : Shock Head Soul de Simon Pummell : Dr. Tauscher[3]
- 2012 : Tricked de Paul Verhoeven : Wim[4]
- 2014 : Accused de Paula van der Oest : Le pathologiste[5]
- 2016 : Kamp Holland de Boris Paval Conen : KMAR[6]
- 2017 : Het Verlangen de Joram Lürsen : Aaron Golsteijn[7]
- 2018 : The Resistance Banker de  Joram Lürsen : Jaap Buys[8]